# S/2012 (38628) 1

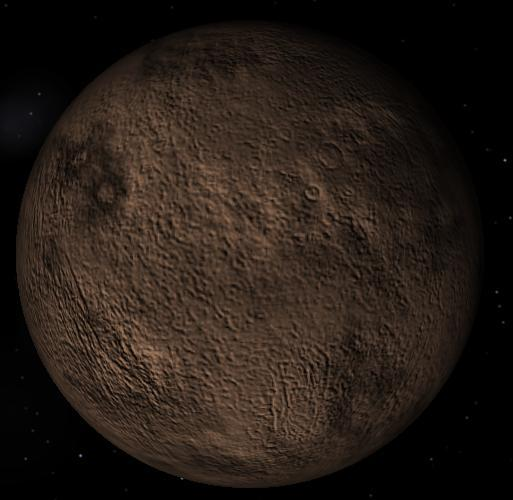
Vue d'artiste de Huya, le corps autour duquel S/2012 (38628) 1 orbite.

S/2012 (38628) 1 est, en novembre 2020, le seul satellite naturel connu autour du plutino (38628) Huya.
Il a un diamètre de 202 kilomètres et orbite à environ 1 800 kilomètres de Huya.